# Scuola d'onore
Scuola d'onore (School Ties) è un film del 1992 diretto da Robert Mandel, che ha lanciato le carriere di numerosi attori quali Brendan Fraser, Matt Damon, Ben Affleck e Chris O'Donnell.

## Trama
Scranton (Pennsylvania), Anni Cinquanta; David Greene è un adolescente ebreo appartenente alla classe sociale operaia che grazie ai suoi successi nello studio e nel football ottiene una borsa di studio all'esclusiva scuola del Massachusetts. Incontra e fa amicizia con i popolari compagni Rip Van Kelt, Charlie Dillon, Jack Connors e Chris Reece, tutti di famiglie benestanti. David apprende da loro il codice d'onore scolastico e, notando i loro pregiudizi antisemiti, nasconde loro di essere ebreo.
David acquista rapidamente successo nella scuola, attirando le attenzioni dell'attraente Sally Wheeler, per la quale anche Dillon ha una cotta. Dopo aver sconfitto la scuola avversaria in un'importante partita, Dillon scopre casualmente che David è ebreo e, invidioso della sua popolarità, diffonde la notizia. Ciò porta i compagni a rivoltarsi contro Greene (che viene anche lasciato da Sally), i quali danno inizio a una vera e propria campagna discriminatoria contro di lui. Gli unici a non mostrare astio nei suoi confronti sono Reece e un altro studente.
Durante un importante esame di storia Dillon, sopraffatto dalle pressioni della sua prestigiosa famiglia, usa un bigliettino per copiare e viene visto da David e Van Kelt, i quali però non dicono nulla. L'insegnante trova il biglietto e capisce che uno studente ha imbrogliato, quindi informa la classe che boccerà tutti se il colpevole non confesserà. Lascia poi il compito di trovarlo agli studenti sotto la guida di Van Kelt, in quanto prefetto della classe.
David affronta Dillon minacciando di denunciarlo se non confesserà. Charlie cerca di giustificarsi, si scusa per gli atti di bullismo verso di lui e tenta senza successo di corromperlo col denaro. Proprio quando David sta per rivelare agli altri studenti la verità, Dillon lo precede e accusa David di aver imbrogliato. Van Kelt decreta che sarà la classe a decidere chi sta dicendo la verità e gran parte degli studenti accusa David poiché spinti dai pregiudizi antisemiti, nonostante Reece e Connors notino che ciò non sarebbe stato da lui. La classe decide comunque di incolpare David, il quale pertanto viene invitato a confessare al preside di aver imbrogliato al compito per essere punito.
Il ragazzo decide di accettare la richiesta per il bene della classe ma, una volta giunto dal preside, scopre che Van Kelt lo ha preceduto e ha denunciato Dillon, che pertanto viene espulso. All'uscita dalla scuola Dillon tenta nuovamente di insultare David, il quale gli risponde per le rime e si allontana.